# Antropologia seksualna
Zasugerowano, aby zintegrować ten artykuł z artykułem Antropologia seksualności. Nie opisano powodu propozycji integracji.
Antropologia seksualna (antropologia seksu) – stosunkowo nowa subdyscyplina antropologii. Przedmiotem jej zainteresowania jest życie seksualne człowieka, rozpatrywane na nieco wyższym poziomie ogólności aniżeli w ramach klasycznej seksuologii czy medycyny seksualnej. Antropologia seksualna korzysta przede wszystkim z ustaleń i metodologii takich nauk szczegółowych, jak antropologia biologiczna (fizyczna), kulturowa, antropologia filozoficzna, psychologia seksualna, socjologia seksu i płci, pedagogika seksualna, historia seksualności.
Jednym z pierwszych badaczy, który postulował konieczność podjęcia badań antropologicznych życia płciowego, był Viktor Emil von Gebsattel.